# Argynnis pelopioides
Argynnis pelopioides är en fjärilsart som beskrevs av Krombach 1916. Argynnis pelopioides ingår i släktet Argynnis och familjen praktfjärilar. Inga underarter finns listade i Catalogue of Life.